# Mission Viejo, California
Mission Viejo, California là một thành phố thuộc quận Cam trong tiểu bang trong thung lũng Saddleback California, Hoa Kỳ. Thành phố có tổng diện tích 46,939 km², trong đó diện tích đất là 45,944 km². Theo điều tra dân số Hoa Kỳ năm 2010, thành phố có dân số người. Thành phố thuộc Vùng Đại Los Angeles. Mission Viejo được coi là một trong những cộng đồng đô thị quy hoạch tổng thể lớn nhất từng được tạo ra theo một dự án duy nhất tại Hoa Kỳ, và có thể sánh với chỉ Highlands Ranch, Colorado về trong kích thước của nó. Thành phố có một dân số ước tính năm 2011 là 93.483 người.